# IC 545
IC 545 ist eine Spiralgalaxie mit ausgedehnten Sternentstehungsgebieten vom Hubble-Typ Sdm im Sternbild Löwe auf der Ekliptik. Sie ist schätzungsweise 275 Millionen Lichtjahre von der Milchstraße entfernt und hat einen Durchmesser von etwa 40.000 Lj.

Im selben Himmelsareal befindet sich u. a. die Galaxie IC 544.
Das Objekt wurde am 21. März 1892 vom französischen Astronomen Stéphane Javelle entdeckt.